# Trinquet de Bellreguard
El Trinquet de Bellreguard és el trinquet de capçalera de Bellreguard (la Safor, País Valencià). Construït el 1987, és de titularitat municipal tot i que l'empresa El Zurdo de Gandia la gestiona des del 2006.

## Història
Anteriorment a l'actual trinquet, a Bellreguard existí un altre amb força activitat esportiva, sobretot durant les dècades dels 40 i 50 del segle xx. Als anys 60 fou enderrocat i no feu fins al 1987 quan l'ajuntament construí un de nou, inaugurat el 29 de setembre.
Aquest nou trinquet de Bellreguard fou remodelat el 2006 per tal d'acollir l'activitat esportiva que fins al moment es desenvolupava al desaparegut Trinquet El Zurdo. L'obra que es dugué a terme en distintes fases va millorar les instal·lacions incloent una coberta abans inexistent, reduint les dimensions, ampliació de l'escala i construcció d'una llotgeta.
La pràctica de la modalitat de la Pilota a raspall és la més arrelada a Bellreguard i la comarca, convertint aquest trinquet en referent i dinamitzador de l'esport. De fet, el Trinquet de Bellreguard és sèu fixa de finals de les principals competicions professionals del raspall com l'Individual, el Campionat per equips o el Trofeu Mancomunitat de la Safor. També es juga la modalitat de l'Escala i corda amb l'organització de partides del Circuit Bancaixa o d'altres competicions professionals.